# 릴리 콜
릴리 콜(Lily Cole, 1987년 12월 27일 ~ )은 잉글랜드의 배우, 모델이다. 콜은 케임브리지대학교 킹스 칼리지에서 사회정치학을 전공하였다.
릴리 콜은 지난 2004년 16세의 나이로 런던 패션계에 등장했으며 데뷔 후 1년 만에 톱모델이 됐다. 이후 릴리 콜은 영국 캠브리지대 킹스칼리지를 졸업하고, 2012년 소셜 네트워크 서비스 ‘임파서블(Impossible)’을 창업해 사업가로서 두각을 나타냈다. 파트너 콰미 페레이라는 구글과 인텔, 삼성 등에서 새로운 프로젝트를 진행할 때 선호되는 IT 기획자 중 한 명이기도 하다.

## 출연 작품
- 파르나서스 박사의 상상극장
- 스노우 화이트 앤 더 헌츠맨 - 그레타 역
- 그레이비 - 미미 역
- 더 메신저
- 오리온
- 런던 필드